# 梁嘉琨
梁嘉琨（1951年3月—），男，汉族，生，天津人，中华人民共和国政治人物，曾任国家安全生产监督管理总局副局长，第十二届全国政协委员，现任中国煤炭工业协会党委书记、会长。